# Nāḩiyat ‘Ayn ash Sharqīyah
Nāḩiyat ‘Ayn ash Sharqīyah (arabiska: ناحية عين الشرقية) är ett subdistrikt i Syrien.   Det ligger i provinsen Latakia, i den västra delen av landet, 200 km norr om huvudstaden Damaskus.
Trakten runt Nāḩiyat ‘Ayn ash Sharqīyah består till största delen av jordbruksmark. Runt Nāḩiyat ‘Ayn ash Sharqīyah är det tätbefolkat, med 511 invånare per kvadratkilometer.